# 2024年パリパラリンピックのモザンビーク選手団
2024年パリパラリンピックのモザンビーク選手団は、2024年8月28日から9月8日までフランスのパリで開催された2024年パリパラリンピックモザンビーク選手団の名簿。

## 選手団
- 人員: 選手 1人
- 開会式旗手: エドミルサ・ゴヴェルノ

## 種目別選手・スタッフ名簿及び成績

### 陸上
| 選手                   | 種目         | 予選 | 予選 | 決勝     | 決勝     |
| 選手                   | 種目         | 結果 | 順位 | 結果     | 順位     |
| ---------------------- | ------------ | ---- | ---- | -------- | -------- |
| エドミルサ・ゴヴェルノ | 女子400m T13 | 棄権 | 棄権 | 予選敗退 | 予選敗退 |